# Guadalupe Victoria, Santiago Pinotepa Nacional
Guadalupe Victoria är en ort i Mexiko.   Den ligger i kommunen Santiago Pinotepa Nacional och delstaten Oaxaca, i den sydöstra delen av landet, 400 km söder om huvudstaden Mexico City. Guadalupe Victoria ligger 16 meter över havet och antalet invånare är 282.
Terrängen runt Guadalupe Victoria är lite kuperad.  Närmaste större samhälle är Santiago Pinotepa Nacional, 11,0 km norr om Guadalupe Victoria. Omgivningarna runt Guadalupe Victoria är en mosaik av jordbruksmark och naturlig växtlighet.